# Greg Calbi
Greg Calbi (Nova Iorque, 3 de abril de 1949) é um engenheiro de áudio norte-americano.